# Guayaquil

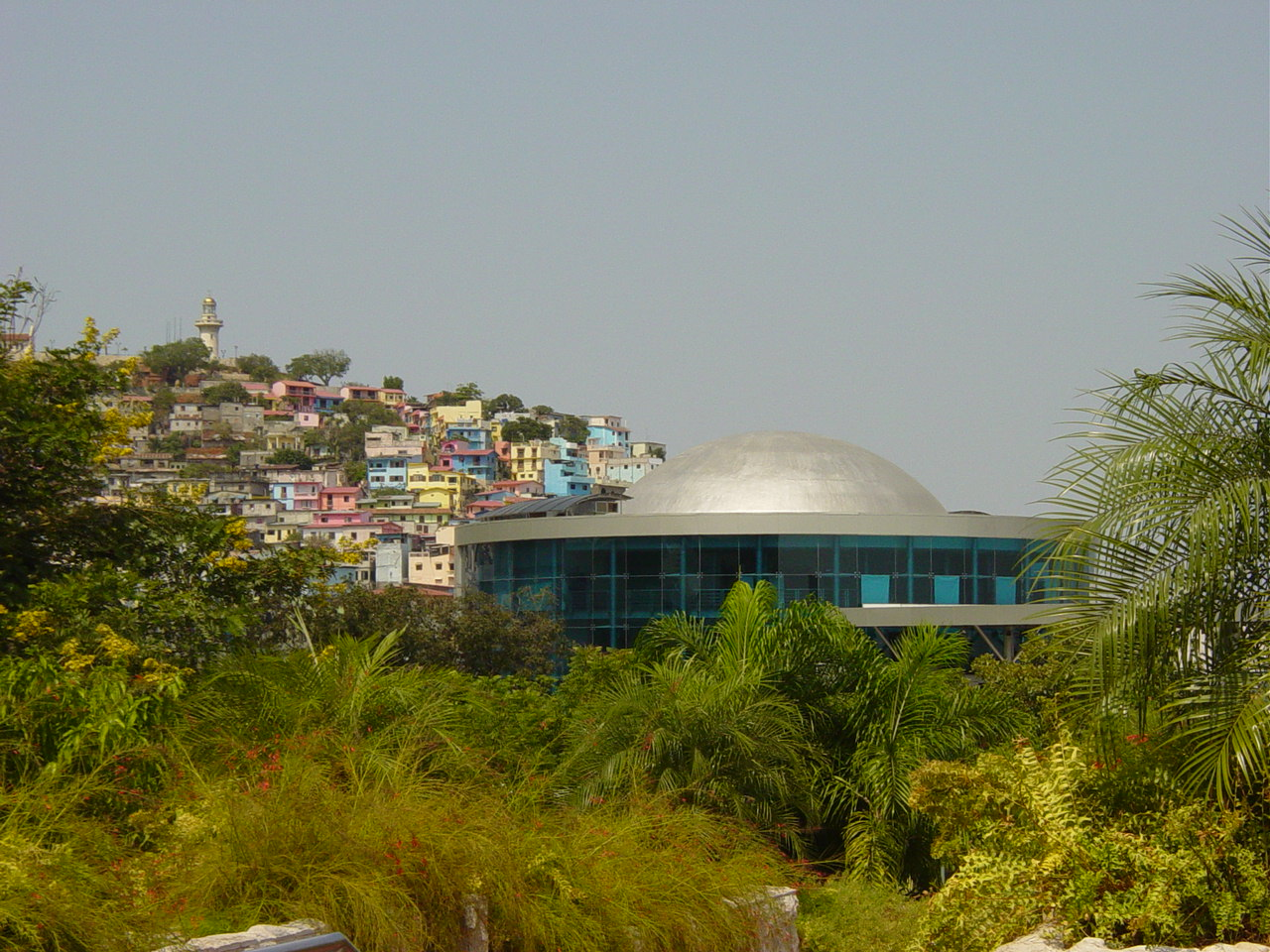
Cinematograf şi cartier în oraşul Guayaquil

Guayaquil este cel mai mare oraș din Ecuador de peste 3.000.000 locuitori. 

## Personalități născute aici
- Albert Paulsen (1925 - 2004), actor american;
- Guillermo Lasso (n. 1955), om politic, fost președinte al Ecuadorului⁠(d);
- Octavio Zambrano (n. 1958), fotbalist;
- Rafael Correa (n. 1963), om politic;
- Juan Carlos Cucalón (n. 1963), scriitor.